# M41 (astronomia)
M 41 (noto anche come Piccolo Alveare o NGC 2287) è un ammasso aperto visibile nella costellazione del Cane Maggiore; giace sul bordo occidentale della scia luminosa della Via Lattea ed è uno degli ammassi stellari più facili da osservare e da risolvere.
Dall'emisfero nord è uno degli ammassi aperti più caratteristici del cielo invernale.

## Osservazione

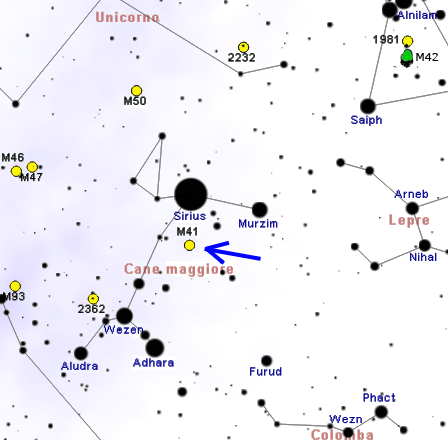
Mappa per individuare M41.

M41 è un brillante ammasso aperto ben visibile anche ad occhio nudo: in una notte discreta appare infatti come una macchia chiara poco a sud-ovest della brillante stella Sirio; un semplice binocolo anche di piccola potenza è in grado di risolverlo quasi completamente in decine di stelle, il cui colore varia dall'azzurro al biancastro; da località montane in cui l'oggetto appaia relativamente alto in cielo si può persino tentare la difficile risoluzione ad occhio nudo. Binocoli come 10x50 o 11x80 consentono di risolvere quasi completamente quest'ammasso, lasciando però una vaga traccia di nebulosità. In strumenti superiori, come un telescopio da 114 mm o da 140 mm, appare completamente risolto, con diverse componenti disposte in coppia, mentre lo sfondo è un brulicare di stelline poco luminose, che rendono però l'ammasso molto brillante e in forte contrasto con il buio del fondo cielo.
M41 si trova nell'emisfero australe, ad una declinazione di -20°; i luoghi privilegiati dunque per la sua osservazione sono quelli dell'emisfero sud o lungo la fascia dell'equatore, sebbene sia comunque visibile dalla quasi totalità delle terre abitate del nostro pianeta. Il periodo migliore per la sua osservazione nel cielo serale va da dicembre fino a tutto aprile.

## Storia delle osservazioni
Quest'ammasso fu scoperto da Giovan Battista Hodierna prima del 1654 e poi fu riscoperto indipendentemente da Guillaume Le Gentil nel 1749; fu infine osservato da Charles Messier, il quale lo incluse nel suo catalogo nel 1764. Egli afferma come sia nebuloso se visto ad occhio nudo e risolvibile in stelle con facilità se osservato con uno strumento. M41 tuttavia sarebbe stato già noto ad Aristotele nel 325 a.C.; questo lo renderebbe il più debole oggetto registrato nell'antichità classica.

## Caratteristiche
M41 si trova a circa 2 300 anni luce dal nostro sistema solare, sul bordo estremo del nostro braccio di spirale galattico, il Braccio di Orione, e la sua velocità di allontanamento è stimata in 34 km/s. Il suo diametro apparente è di 38 minuti d'arco, che corrisponde a un'estensione reale di circa 25 anni luce. Le stime sulla sua età si aggirano fra i 190 e i 240 milioni di anni: trattandosi dunque di un ammasso relativamente giovane, possiede ancora diverse stelle bianco-azzurre, sebbene la più luminosa sia di tipo spettrale K3, ossia una gigante arancione, con una magnitudine pari a 6,9 e una luminosità pari ad almeno 700 volte quella del Sole; sono presenti anche altre stelle giallo-arancioni. Il numero delle sue componenti è pari a un centinaio, di magnitudini comprese tra 7 e oltre 13.

### Libri
- (EN) Stephen James O'Meara, Deep Sky Companions: The Messier Objects, Cambridge University Press, 1998, ISBN 0-521-55332-6.

## Voci correlate

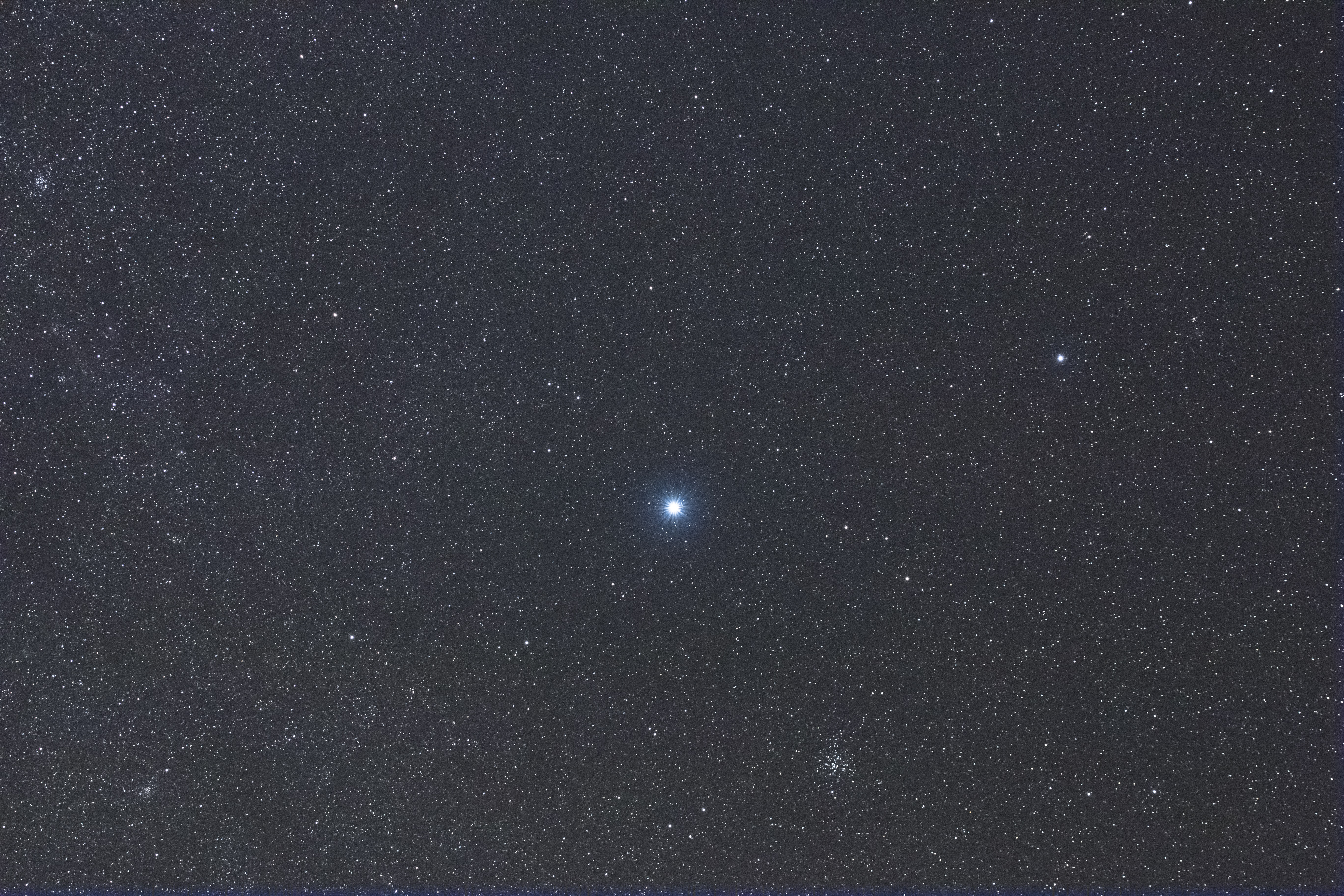
In questo campo stellare centrato sulla stella Sirio, M41 è ben visibile al di sotto di essa.

### Carte celesti
- Toshimi Taki, Taki's 8.5 Magnitude Star Atlas, su geocities.jp, 2005. URL consultato il 7 novembre 2010 (archiviato dall'url originale il 5 novembre 2018). - Atlante celeste liberamente scaricabile in formato PDF.
- Tirion, Rappaport, Lovi, Uranometria 2000.0 - Volume II - The Southern Hemisphere to +6°, Richmond, Virginia, USA, Willmann-Bell, inc., 1987, ISBN 0-943396-15-8.
- Tirion, Sinnott, Sky Atlas 2000.0 - Second Edition, Cambridge, USA, Cambridge University Press, 1998, ISBN 0-933346-90-5.
- Tirion, The Cambridge Star Atlas 2000.0, 3ª ed., Cambridge, USA, Cambridge University Press, 2001, ISBN 0-521-80084-6.